# Joye Hummel
Pour les articles homonymes, voir Hummel.
Joye Hummel, née le 4 avril 1924 et morte le 5 avril 2021, est une scénariste de comics américaine qui a écrit plusieurs épisodes de Wonder Woman dans les années 1940. Elle avait dix-neuf ans quand elle a commencé.

## Biographie
En 1943, elle étudie la psychologie à l'école Katherine Gibbs où elle a comme professeur William Moulton Marston, le créateur de Wonder Woman. Comme Marston a du mal à suivre le rythme pour écrire le comic book et le comic strip de Wonder Woman, il demande à Joye Hummel de l'aider. Elle accepte mais son travail reste secret. Ce n'est qu'en 1946, lorsque Marston, malade du cancer, ne peut écrire les scénarios, que Hummel voit son travail reconnu puisqu'elle devient seule scénariste de la série.
Après la mort de Marston, Hummel écrit encore quelques scénarios mais à partir du numéro 29, les responsables de DC Comics qui avaient déjà refusé que la veuve de Marston reprenne l'écriture du scénario, remplacent Joye Hummel par Robert Kanigher. Joye Hummel se marie plus tard avec David W. Murchison, de qui elle divorce pour se remarier avec Jack Kelly. Ces deux mariages font qu'elle est aussi connue sous le nom de Joye Hummel Murchison Kelly.

## Récompense
- 2018 : Prix Bill Finger[3],[4]